# William Nevill (4e comte d'Abergavenny)
William Nevill, 4e comte d'Abergavenny (28 juin 1792 - 17 août 1868), est un pair britannique et un pasteur. Quatrième fils de Henry Nevill (2e comte d'Abergavenny), il est ordonné en 1816 et occupe deux des postes à la nomination de la famille jusqu'en 1844. Il succède à son frère en tant que comte d'Abergavenny l'année suivante.

## Carrière
Nevill est né le 28 juin 1792, le quatrième fils de Henry Nevill (2e comte d'Abergavenny), et de sa femme Mary Robinson. Il est baptisé le 2 août 1792 à Isleworth, Middlesex. Nevill fait ses études à Uckfield, puis s'inscrit à Christ Church, Oxford le 22 octobre 1812,  et est admis au Magdalene College, Cambridge le 29 mars 1816, recevant son MA la même année. Il est ordonné diacre le 21 juillet 1816. Le 1er novembre 1816, il est nommé recteur de Birling, Kent, et le 23 septembre 1818, au presbytère de Frant, Sussex, que son frère aîné John a laissé vacant pour lui. Il démissionne de ses postes en 1844 et succède à son frère aîné célibataire, John, comme comte d'Abergavenny en 1845.

## Famille
Il épouse Caroline Leeke (décédée le 9 mai 1873) le 7 septembre 1824, fille de Ralph Leeke de Longford Hall, Shropshire, et ils ont :
- William Nevill (1er marquis d'Abergavenny) (1826–1915)
- Caroline Emily Nevill (1829–1887), une des premières photographes
- Henrietta Augusta Nevill (1830–1912), mariée le 10 juillet 1855 à Thomas Lloyd-Mostyn
- Isabel Mary Frances Nevill (1831–1915), mariée le 23 janvier 1854 au révérend Edward Vesey Bligh
- Ralph Pelham Nevill (1832-1914), épouse le 12 juillet 1860 Louisa Marianne, fille de Charles Maclean, 9e baronnet

Nevill est mort le 17 août 1868 à Birling Manor et est enterré là le 25 août. Il est remplacé dans le comté par son fils aîné William.